# Jordi Ferrón i Forné
Jordi Ferrón i Forné (Badalona, 15 d'agost de 1978) és un futbolista català, que ocupa la posició de defensa.

## Trajectòria
Va sorgir del planter del FC Barcelona, però només va arribar al filial B, amb qui jugaria 38 partits de la temporada 98/99. La manca d'oportunitats en el primer equip van fer que a l'estiu de 1999 fitxara pel Rayo Vallecano. Amb els madrilenys, Ferrón qualla una gran temporada en primera divisió, amb set gols en 35 partits. A l'any següent fitxa pel Reial Saragossa, però tot just disposaria de massa oportunitats en els tres anys i mig que roman a la Romareda: tan sols és titular la 02/03, amb els aragonesos a Segona Divisió. A més a més, la meitat de la temporada 01/02 va ser cedit al Rayo Vallecano.
La temporada 04/05 recala a l'Albacete Balompié. Els manxecs baixen a Segona, i el badaloní només hi apareix en un encontre. A la categoria d'argent, però, recupera la titularitat, tot disputant quasi un centenar de partits amb l'Albacete entre el 2005 i el 2008.
L'estiu del 2008 s'incorporà al Club de Futbol Badalona, de la seua ciutat natal.

## Selecció
Ferrón va ser internacional olímpic als Jocs Olímpics de Sydney 2000, amb el combinat espanyol.

## Palmarès
- Medalla d'argent als Jocs Olímpics de Sydney 2000
- 2 Copes del Rei (2001 i 2004)
- Supercopa d'Espanya (2003-04)